# Catena Taruntius
Catena Taruntius - łańcuch kraterów na powierzchni Księżyca, o długości 100 km. Jego współrzędne selenograficzne to 3,00°N; 48,00°E.
Catenę nazwano od krateru Taruntius, nazwa została zatwierdzona przez Międzynarodową Unię Astronomiczną w roku 1985.